# Pandora (Insel Verlag)

Pandora 49, Deutsche Dichter in russischen Übertragungen

Die Reihe Pandora (P) ist eine 1920 mit 40 Titeln und 1921 mit 12 Titeln im Leipziger Insel Verlag als Seitenstück zur Insel-Bücherei (IB) erschienene Buchreihe. Sie enthielt überwiegend fremdsprachige Texte mit kleineren Werken in den Originalfassungen der Autoren, ausgenommen ein Titel mit Übertragungen deutscher Gedichte ins Russische, und bildete ein Teilstück des multilingual konzipierten „Orbis Literarum“ (Weltliteratur).

## Editionsgeschichte sowie vertretene Sprachen und Autoren

### Ausgabeanlass

#### Geldentwertung der Papiermark und Devisenknappheit
Die Idee zur Edition fremdsprachiger Literatur in den Originalsprachen im Insel Verlag stammte von dem kosmopolitisch eingestellten Verlagsautor Stefan Zweig. Dieser ging unmittelbar nach dem Ersten Weltkrieg davon aus, dass der Import ausländischer Bücher nach Deutschland zur Lektüre in der Originalfassung aufgrund der zunehmend ungünstigeren Wechselkursverhältnisse der Mark gegenüber ausländischen Währungen längerfristig erschwert sein würde. So hatte die Papiermark gegenüber der internationalen Leitwährung US-Dollar am 31. Januar 1918 die Hälfte und am 31. Januar des Folgejahres bereits drei Viertel ihres Wertes verloren. Ihr weiterer Verfall war abzusehen. Zweig entwickelte unter diesem Eindruck in einem Brief vom 27. Februar 1919 an den Verleger Anton Kippenberg seine Idee einer Buchproduktion mit ausländischen Originalwerken im Insel Verlag, womit er auch Konkurrenzunternehmen anderer Verlage zuvorkommen wollte. Diesem Vorhaben schloss sich nach anfänglichem Zögern Kippenberg an, da ihn vor allem das ökonomische Argument überzeugte. So formulierte er auch in einer späteren Verlagswerbung zur Begründung dieses Projekts, dass es

„dem gebildeten Deutschen, der noch niemals, auch nicht in den Stunden des Krieges, den geistigen Zusammenhang mit den Kulturen Europas verloren hat, fast unmöglich geworden [ist], vom Ausland Bücher zu beziehen.“

Bei einem Treffen in Leipzig im Oktober 1919 wurden die Einzelheiten des Projekts, das aus drei sich gegenseitig zum „Orbis Literarum“ ergänzenden Buchreihen bestehen sollte, ausgearbeitet. Dabei lag der Reihencharakter für Zweig und Kippenberg in seiner Klassizität, was sich in dem Briefwechsel zur Ausarbeitung des Reihenprogramms zwischen beiden widerspiegelt. Bei dem Treffen wurden auch die notwendigen Werbemaßnahmen beschlossen. Eine erste Anzeige im Börsenblatt für den Deutschen Buchhandel vom 6. Dezember 1919, sollte die Aufmerksamkeit des Buchmarkts auf die geplanten Buchreihen lenken. Zweig wies auch auf die Vorteilhaftigkeit von Prospektbeilagen in den Reihenwerken hin, mit denen auf alle Reihenprogramme hingewiesen wird. Auch bekannte Autoren, wie Thomas Mann, und sonstige Personen des öffentlichen Lebens wurden durch Rezensionsexemplare um entsprechende persönliche Verwendung für das Reihenprojekt in entsprechenden Publikationen gebeten. Thomas Mann kündigte daraufhin eine öffentliche Stellungnahme an, die zum Weihnachtsgeschäft 1920 in den Münchner Neuesten Nachrichten erschien. Am 15. Februar 1921 folgte ein Essay Hugo von Hofmannsthals in der Neuen Freien Presse.

#### Ankündigungen im Börsenblatt
Vorankündigung des vorläufigen Ausgabeplans 1920
Durch eine mit sieben Seiten recht umfangreiche Anzeige im Börsenblatt vom 17. Februar 1920, „Ausführliche Ankündigung über BIBLIOTHECA MUNDI. LIBRI LIBRORUM. PANDORA. drei einander ergänzende Sammlungen von Meisterwerken der Weltliteratur in den Ursprachen“, sollte das Geschäftsfeld gegenüber etwaigen mit ähnlichen Ideen konkurrierenden Verlagen abgesteckt werden. Für diese Reihe waren zunächst 100 Titel vorgesehen, von denen aber nur 52 erschienenen. Zusätzlich vorgesehene Sprachen, die dann aber fehlten, waren Dänisch, Alt- und Neugriechisch, Hebräisch, Niederländisch, Portugiesisch und Serbisch. Die als vorläufiger Abschluss geplanten Bände 99 (Die hundert schönsten Sonette der Weltliteratur) und 100 (Hundert Fabeln der Weltliteratur) sollten sogar mehrsprachig erscheinen.
Ankündigung der ersten Titel
Im Neuheitenteil des Börsenblatts vom 14. Januar 1921 (Nr. 11/1921) wurden die ersten 40 Bändchen angekündigt.

#### Betreuung der Reihe im Verlag
Als dauernder wissenschaftlicher Mitarbeiter zur Betreuung der Reihe in Leipzig wurde André Jolles  verpflichtet. Weiter arbeiteten an den drei fremdsprachigen Projekten der Romanist Heinrich Wengler und Fritz Adolf Hünich mit.

#### Der „Orbis Literarum“
Im Einzelnen: Die Reihe „Libri Librorum“ (Bücher der Bücher) würde große Werke im handlichen Format der „Großherzog Wilhelm Ernst Ausgabe“ bringen, das auch schon bei den deutschen Klassikern des Verlags erfolgreich Verwendung fand. Die auf Dünndruckpapier gedruckten Texte wären in Leinen- und Ledereinbänden lieferbar. Werke mittleren Umfangs und Gedichtanthologien stünden im Fokus der zweiten Reihe, der „Bibliotheca Mundi“ (Weltbibliothek).
 Und schließlich sollte bei der hier beschriebenen Reihe „Pandora“, die kürzere Texte von ca. 6 Bogen, wie Novellen, Erzählungen, Stücke oder Gedichtzusammenstellungen präsentieren würde, bei Ausstattung und Konzeption direkt an die schon seit 1912 mit hervorragenden Verkaufszahlen erfolgreich auf dem Markt befindliche Insel-Bücherei angeknüpft werden. Sie würde die beiden Reihen mit Büchern größeren Umfangs ergänzen und durch eigene Musterpapiere, spezielle Titelschilder sowie ein eigenes Signet auch gegenüber der IB ein eigenes Gesicht erhalten. Letztlich erreichte sie nur 52 Titel.
 Im Nachgang ist freilich festzustellen, dass die von Zweig und Kippenberg erhoffte Resonanz beim Publikum bei allen drei Buchreihen weitestgehend ausblieb, was nicht nur auf die bereits im November 1923 mit der Einführung der Rentenmark erfolgreich eingeleitete Währungsstabilisierung zurückzuführen war. Vielmehr wollten die Käufer die relativ hohen Preise der Gesamtreihe nicht bezahlen und waren die ausgewählten Texte wohl nicht attraktiv genug für das Publikum oder auch zu anspruchsvoll.

#### Export der Reihe

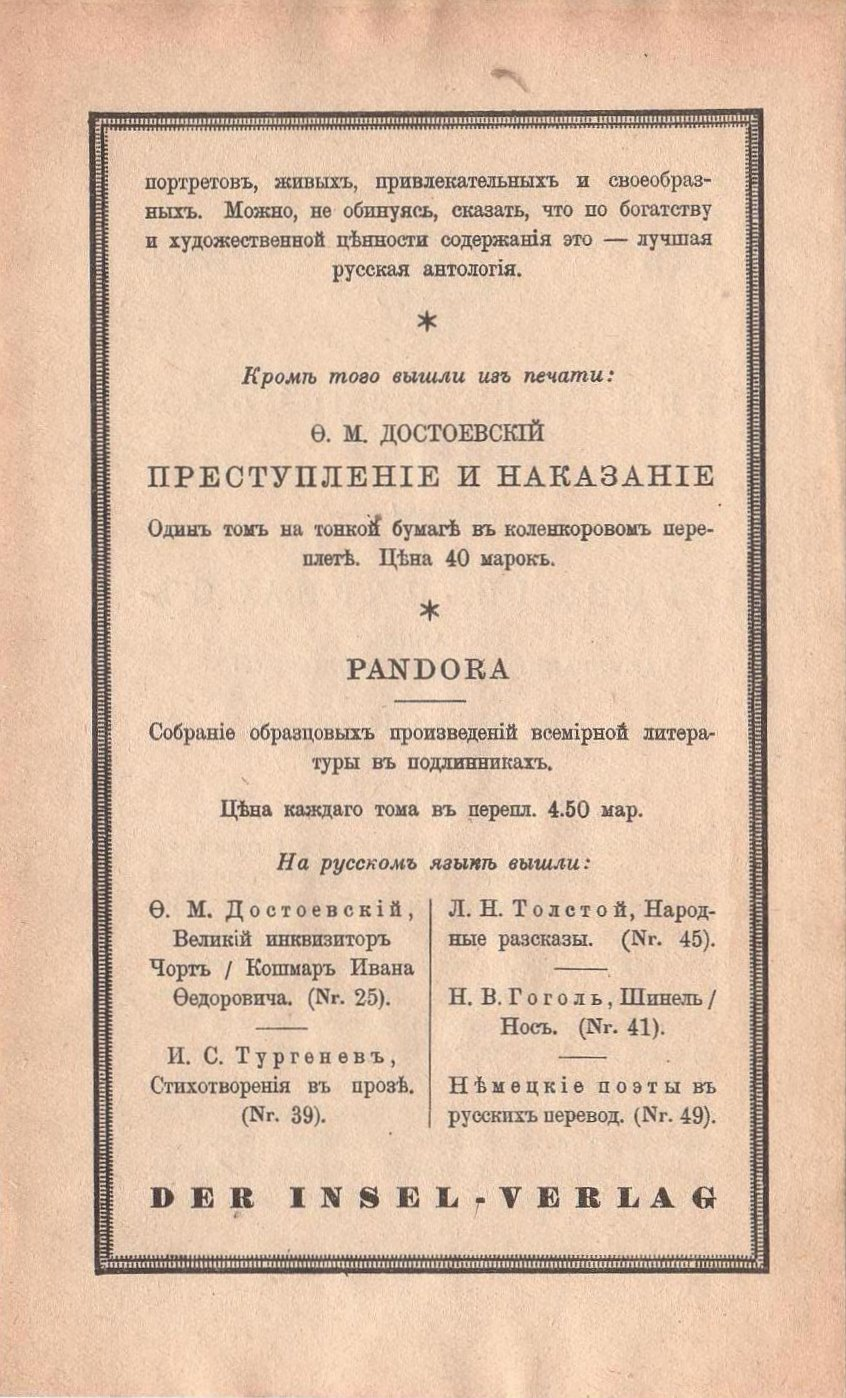
Verzeichnis der 5 russischsprachigen Ausgaben (Rückseite des Prospekts „Russischer Parnass“)

Sehr wahrscheinlich war aber auch an den Export der Reihe „Pandora“ gedacht worden. Einerseits wurden nämlich deutschsprachige Titel in das Programm aufgenommen, die bereits erfolgreich in der Insel-Bücherei vertreten waren und dort auch weiterhin verlegt werden sollten, mithin für das deutsche Publikum schon verfügbar waren, wie Immanuel Kants Zum ewigen Frieden (P 3 = IB 228/1), Joseph Eichendorffs Aus dem Leben eines Taugenichts (P 8 = IB 224) oder E.T.A. Hoffmanns Das Fräulein von Scuderi (P 35 = IB 190). Andererseits waren z. B. Deutsche Dichter in russischen Übertragungen (P 49) – eine von Arthur Luther und Alexander Eliasberg zusammengestellte, zeitlich geordnete Anthologie, die von Goethe bis zu Rilke reicht – für einen im Inland zu suchenden deutschen Leserkreis angesichts der von diesem sicher bevorzugten deutschsprachigen Originalausgaben schlecht vorstellbar. Auch die nach der Oktoberrevolution 1917 in Deutschland lebenden russischen Emigranten wären eine wohl zu kleine Käuferschicht für eine Auflage von 10000 Exemplaren gewesen.

### Verwendete Sprachen
Die Reihe Pandora erschien in folgenden Sprachen: Deutsch (8), Amerikanisches Englisch (5), Britisches Englisch (9), Französisch (15), Italienisch (6), Lateinisch (2), Russisch (5) und Spanisch (2). Für die russischsprachigen Ausgaben verwendete der Verlag sogar originalsprachige Werbemittel (Abb.).
Laut der mit sieben Seiten recht umfangreichen zweiten Börsenblatt-Anzeige zum „Orbis Literarum“ vom 17. Februar 1920, „Ausführliche Ankündigung über BIBLIOTHECA MUNDI. LIBRI LIBRORUM. PANDORA. drei einander ergänzende Sammlungen von Meisterwerken der Weltliteratur in den Ursprachen“, sollten unter den 100 geplanten Titeln neben solchen in Altgriechisch und Hebräisch auch Bändchen in Schweizerdeutsch, Dänisch, Flämisch, Portugiesisch und Serbisch zu finden sein. Diese Sprachen kamen dann aber durch die Einstellung der Reihe nicht mehr zum Zuge.

### Autoren
Der Bogen der bei Pandora vertretenen Autoren, bei denen die Klassik dominiert, spannt sich von der Antike mit Tacitus (Germania, P 7), über das Mittelalter mit Petrarca (Trionfi, P 20) und Boccaccio (Vita di Dante, P 42) hin zu Shakespeare (Sonnets, P 1) und schließlich zu Dichtern, Schriftstellern und Philosophen des 17. bis 19. Jahrhunderts, wie Angelus Silesius (Aus des Angelus Silesius Cherubinischem Wandersmann nebst geistlichen Liedern, P 34), Prosper Mérimée (Carmen, P 24), Lord Byron (Marino Faliero Doge of Venice, P 15), Leo N. Tolstoi (Volkserzählungen, P 45) und Kant (siehe oben). Die mit einem englischsprachigen Titel begonnene Reihe wurde auch mit einem solchen wieder eingestellt: den von Paul Darmstaedter herausgegebenen Great political documents of the United States of America (P 52).

## Ausstattung, Auflagen und Vorkommen

P 41 Gogol: Der Mantel. Die Nase, Titelblatt mit kleinem Reihen-Signet

### Einband, Titelschilder und Signet
Um die Reihe optisch von der Insel-Bücherei abzuheben, wurden vom Verlag zunächst vier besondere Rizzi-Einbandpapiere ausgewählt. Davon kamen zwei in den späten 1920er Jahren in geringem Umfang auch bei Folgeauflagen von Titeln der Insel-Bücherei zum Zuge. Umgekehrt fanden bei den späten Pandora-Binderaten gelegentlich auch Musterpapiere der Insel-Bücherei Verwendung, weil die Pandora-Papiere wohl nicht mehr vorrätig waren.
Der Reihe wurde ein eigenes, 1920 von Walter Tiemann entworfenes Signet in zwei Größen beigegeben. Während das kleine Signet, mit dem die Reihe begann, 20 mm hoch war, maß das große hier 25 mm, wurde erstmals bei P 2 (Molière: Le Malade Imaginaire) verwendet und schmückte bis auf P 42 (Boccaccio: Vita di Dante) alle Bändchen der 2. Lieferung von 1921 (P 41 – P 52). Das Signet zeigt im aufrecht stehenden Oval ein zweimastiges Segelschiff auf wellenbewegtem Wasser und darüber den Namenszug „PANDORA“. Zumeist wurde es auf das Titelblatt gedruckt, bei einigen Bänden ist es aber auch auf dem fliegenden Vorsatz zu finden.
Die Rahmen der ausschließlich in schwarzer Farbe gedruckten Titelschilder wurden abweichend von der Insel-Bücherei mit besonderen geometrischen Mustern versehen, wohl um ihre durch den Verzicht auf farbige Druckelemente entstandene optische Strenge abzumildern. Dabei wurden bis zur Bandnummer 40 nur sechs verschiedene Varianten mehrfach verwendet und ab Pandora 41 titelspezifische Gestaltungen eingesetzt, so dass es insgesamt 18 Titelschildmuster gibt.

### Illustrationen
Bei den Bänden der Reihe handelte es sich fast ausschließlich um reine Textbände. Lediglich drei Titeln wurden Holzschnitte oder Initialen beigegeben. Bei der Mehrheit der Bände sind die Lebensdaten der Autoren vermerkt.

Illustrationen und Initialen der illustrierten Bände
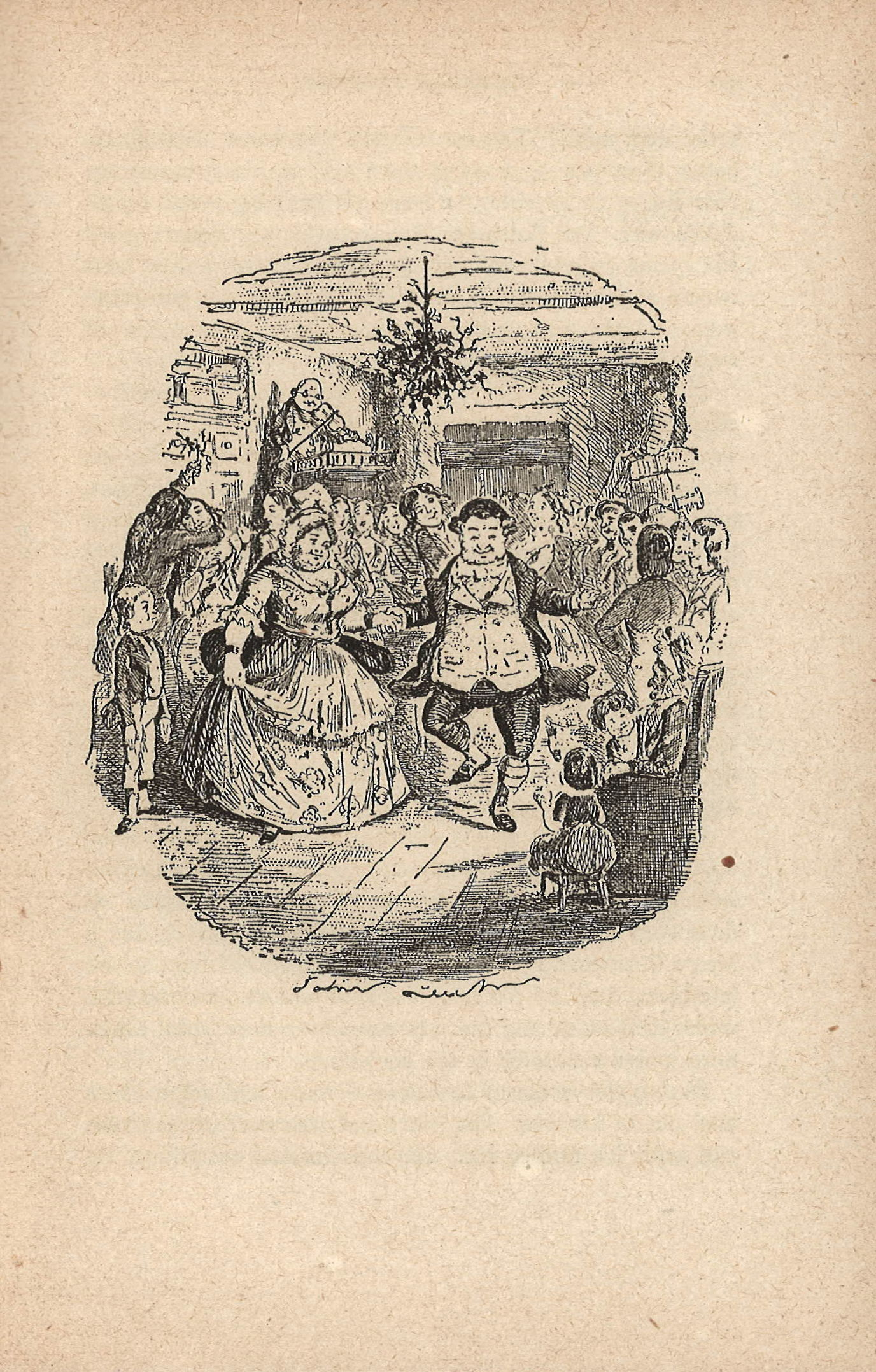
P 13, Dickens: A Christmas Carol – Frontispiz von John Leech
P 33, Boccaccio: Sei novelle – Seite 3 mit Initiale
P 33 – Seite 3 mit einem historischen Holzschnitt
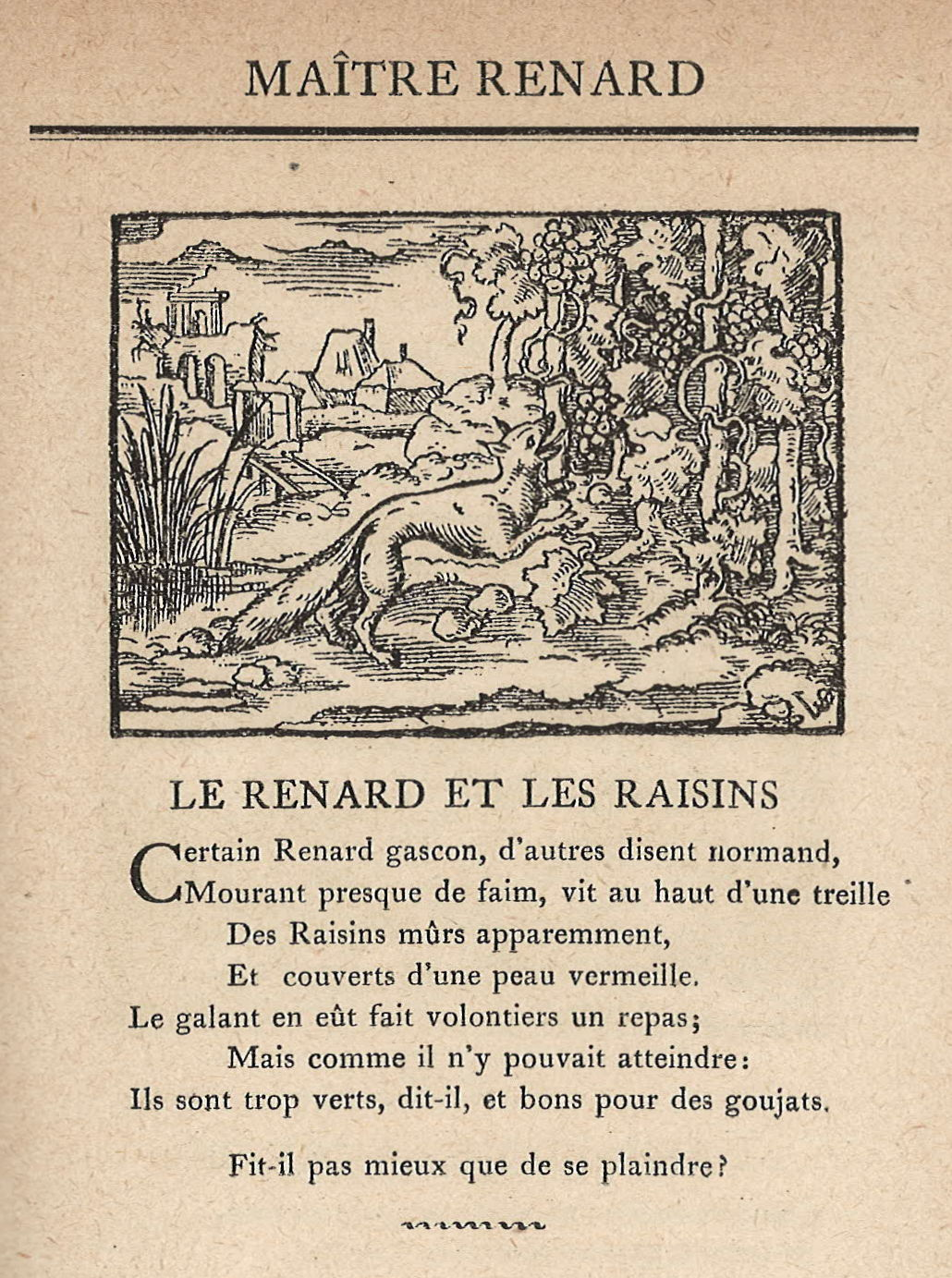
P 37, De la Fontaine: Fables – Holzschnitt von Virgil Solis

### Schriftarten
Die verwendeten Schriftarten gehören alle zur Familie der Antiqua-Schriften, ausgenommen die russischsprachigen Titel. Diese wurden mit russischen Lettern und in der bis zur Russischen Rechtschreibreform von 1918
üblichen Schreibweise, zumeist von der Druckerei des Leipziger Verlags Breitkopf & Härtel, gesetzt.

Pandora 18, Henry W. Longfellow, Evangeline. A Tale from Acady (Leipziger Restaufbindung nach 1945)

### Auflagen und Vorkommen
Für die Edition, deren gedruckte Auflage nach Verlagsangaben etwa 10 000 pro Titel betragen haben soll, mussten aufgrund der nachkriegsbedingten Materialknappheit stark holzhaltiges Papier und minderwertige Einbandpappen eingesetzt werden, was häufig beim Gebrauch zu Schäden am Buchrücken führte, so dass viele Bändchen nur noch in schlechter Qualität erhalten geblieben sind.
Aufgrund der schlechten Papierqualität und der schwachen Nachfrage kommt nach 1931 eine Makulierung eines nicht geringen Teils der Lagerbestände in Betracht, da Pandora-Titel nach 1931 in den Verlagsverzeichnissen nicht mehr auftauchen. Dies indiziert auch die relative Seltenheit aller Pandora-Titel, die der Druckauflage bei weitem nicht adäquat ist.
Wohl nur ganz wenige Exemplare an Druckbogen überwiegend englischsprachiger Titel, die die Makulierung und Einwirkungen des Zweiten Weltkriegs überstanden hatten, wurden nach 1945, also über 25 Jahre nach dem Druck, im Leipziger Verlagshaus einheitlich in einem recht schmucklosen grün-grauen Einband unter Überklebung des eingedruckten Titelschilds aufgebunden und verkauft. Diese Einbandpappen waren ursprünglich für Folgeauflagen des vom Verleger selbst verfassten Titels der Insel-Bücherei, Schüttelreime (IB 219/3), vorgesehen. Bislang sind hier ca. ein Dutzend Pandora-Bände nachgewiesen.

### Verkaufspreis
Die Ladenpreises der Pandora-Ausgaben folgten denen der Insel-Bücherei. Nach der Inflation kosteten so die Bändchen 1924 zunächst 75 Pfennige, verteuerten sich 1925 auf 90 Pfennige und kosteten 1926 bereits 1 Mark. Ab 1927 bis zum vorläufigen Verkaufsende 1931 wurden die Bändchen dann wieder für 90 Pfennige abgegeben.
 
Die Spätaufbindungen einiger weniger Titel nach dem Zweiten Weltkrieg durch das Leipziger Verlagshaus wurden für 1,25 Mark verkauft.

## Deutsche Reihentitel

### Liste deutscher Reihentitel
Die nachfolgende Tabelle erfasst alle deutschsprachigen Pandora-Druckbögen unabhängig davon, ob sie in jedem Fall auch in dieser Reihe erschienen sind oder mit ihren, gegebenenfalls bei Ausgliederung dieser Texte aus der Pandora-Reihe noch vorhandenen, Restbeständen in die Insel-Bücherei übernommen worden sind.
| Pandora- Nummer       | Autor                      | Titel                                                                         | Insel-Bücherei- Nummer | IB-Auflage              |
| --------------------- | -------------------------- | ----------------------------------------------------------------------------- | ---------------------- | ----------------------- |
| 3                     | Immanuel Kant              | Zum ewigen Frieden                                                            | [228/1]                | -                       |
| 8                     | Joseph von Eichendorff     | Aus dem Leben eines Taugenichts                                               | 224/1B                 | 4. Auflage nach 21.–25. |
| 12                    | Friedrich Schiller         | Wilhelm Tell                                                                  | nicht übernommen       | -                       |
| 16                    | Johann Wolfgang von Goethe | Hermann und Dorothea                                                          | 363                    | EA                      |
| nicht erschienen [28] | Hans Holbein d. J.         | Bilder des Todes                                                              | 221/1A                 | 3. Auflage 21.–30.      |
| 30                    | Jeremias Gotthelf          | Das Erdbeeri-Mareili                                                          | 364                    | EA                      |
| 31                    | Adalbert Stifter           | Der Waldsteig                                                                 | 367                    | EA                      |
| 34                    | Angelus Silesius           | Aus des Angelus Silesius cherubinischem Wandersmann nebst geistlichen Liedern | 41/1B                  | 6. Auflage vor 36.–40.  |
| 35                    | E.T.A. Hoffmann            | Das Fräulein von Scuderi                                                      | [190]                  | -                       |

### Übernahmen in die Insel-Bücherei
Noch vorhandene Restbestände von Buchblöcken fünf deutschsprachiger Titel wurden beginnend ab 1922, wie private Datumseintragungen von alter Hand in den Büchern belegen, in die Insel-Bücherei übernommen und mit deren Ausstattung und Bandnummer verkauft. Es kamen für eine Übernahme aber nur solche Ausgaben in Betracht, die bereits in der Insel-Bücherei erschienen waren, wie Eichendorff: Aus dem Leben eines Taugenichts (P 8), oder dort künftig im Reihenprogramm vertreten sein sollten, wie Goethe: Hermann und Dorothea (P 16), Stifter: Der Waldsteig (P 31). Das Vorsatzblatt mit dem Pandora-Signet wurde bei den Restaufbindungen meist belassen. Außerdem tragen sie deren Bogenzählnummer und weisen im Gegensatz zu den bei gleichnamigen Titeln der Insel-Bücherei häufiger verwandten Fraktur-Lettern stets einen Satz in Antiqua auf.

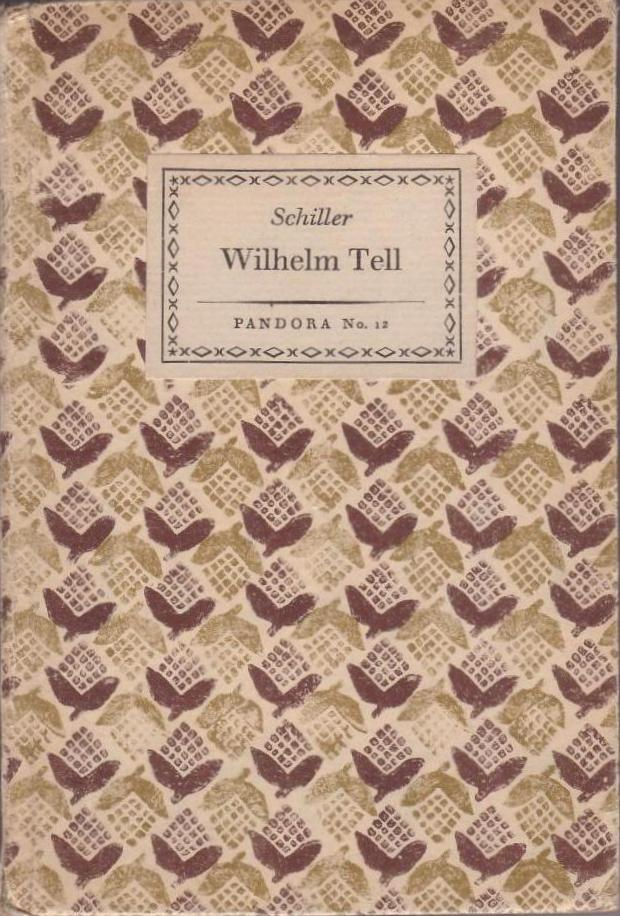
Pandora 12, Schiller: Wilhelm Tell (keine IB-Übernahme)

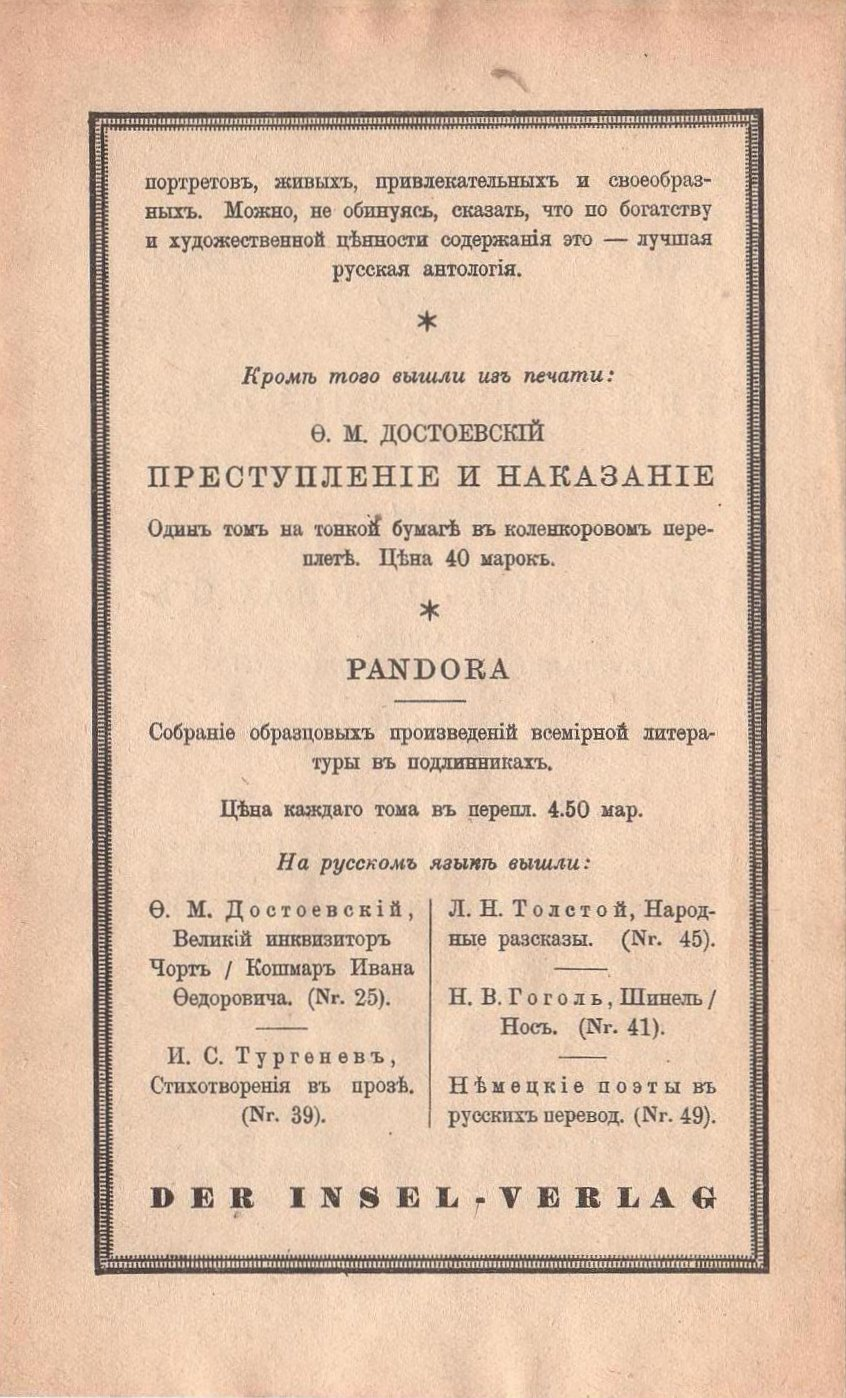
Prospekt von 1921 für Dostojewski (Rückseite)

### Ausverkauf der in Pandora-Ausstattung aufgebundenen Lagerbestände
Bereits in Pandora-Ausstattung aufgebundene Lagerbestände wurden ungeachtet der Übernahme in die IB aber wohl noch bis 1924 verkauft. Sie sind nämlich mit Ausnahme von P 8 (Eichendorff) sowohl im erst am 1. Oktober 1924 abgeschlossenen Gesamtverzeichnis des Verlages als auch in einem für den Buchhandel bestimmten Titelverzeichnis als lieferbar angezeigt worden. Letzteres enthält das erst 1924 herausgegebene Insel-Buch 371/A (Beethoven: An die ferne Geliebte).

### Die Wilhelm Tell-Ausgabe
Der weitaus seltenste Titel dieser Reihe, Friedrich Schillers Wilhelm Tell (P 12), wurde dagegen nicht in die IB übernommen. Dies ist mit Sicherheit auf den Textumfang zurückzuführen, der bei acht Druckbogen lag. Üblicherweise kamen nur Texte bis zu sechs, im Ausnahmefall auch sieben, Druckbogen für die Insel-Bücherei in Betracht. Es ist nicht mehr feststellbar, ob er aufgrund des günstigen Preises zwar vollständig verkauft, jedoch in Schulen (Klassensatz) oder möglicherweise auch im Theaterbetrieb verschlissen worden war, bzw. die nicht aufgebundenen Restbestände nach 1924 makuliert wurden, weil eine dauerhafte Übernahme in die Insel-Bücherei nicht in Betracht kam.

### Die als Pandora-Band geplanten „Bilder des Todes“ von Hans Holbein d.J.
Die als Nummer 28 für diese Reihe vorbereitete Teilauflage der Holzschnittfolge Bilder des Todes von Hans Holbein dem Jüngeren, die seit 1917 bereits als Titel der Insel-Bücherei erschienen war, verblieb wohl angesichts des schlechten Verkaufserfolgs der Pandora-Reihe vollständig in der Insel-Bücherei. Die Pandora-Teilauflage ist anhand der Bogenzählnummer „P 28“ und bei einigen wenigen Exemplaren auch an dem versehentlich mit eingebundenen Pandora-Vorsatzblatt mit dem Pandora-Signet erkennbar.

## Verlagswerbung für die Reihe
Auf die Pandora-Titel wurde zumeist in Prospekten zu den Editiones Insulae, die für alle drei fremdsprachigen Buchreihen des Orbis literarum – häufig als Leporello – aufgelegt wurden, hingewiesen. Aber es gab auch zusätzliche Werbung auf Schutzumschlägen (Klappentext) bei den Bänden der Reihe Bibliotheca mundi. Allein für die fünf russischsprachigen Pandora-Titel gab es auf der Rückseite des Prospekts zu Dostejewskis „Schuld und Sühne“ (Libri librorum) eine gesonderte Werbung. Pandora-Titel wurden bis 1931, ausgenommen die nicht mehr unter diesem Reihennamen geführten deutschsprachigen Bände, in den laufenden Verlagsverzeichnissen für den Insel-Gesamtverlag und die Insel-Bücherei aufgeführt.

## Fremdsprachige Pandoratitel in Übersetzungen in der Insel-Bücherei
Die Wechselbeziehungen zwischen der Insel-Bücherei, die zunächst als Muster für die fremdsprachige Reihe diente, und der Pandora-Reihe zeigen sich daran, dass einerseits nicht wenige Pandora-Titel die Originalfassungen von Texten brachten, die zuvor erfolgreich im IB-Programm in deutscher Übersetzung gelaufen waren, und andererseits originäre Pandora-Texte, auch ungeachtet möglicher Absatzprobleme in dieser Reihe, später in Übersetzungen in der IB ein Pendant fanden. Dabei wurden viele Bände modifiziert in die andere Reihe übernommen. So wurden bei Sammelbänden von Prosatexten und Lyrik veränderte Auswahlen herausgegeben bzw. inhaltliche Ergänzungen, wie Nachworte oder Erläuterungen, aber auch Reduzierungen vorgenommen. Bei den Pandora-Bänden fielen oft die den Insel-Büchern beigegebenen Illustrationen weg. Es liegen von 20 Pandora-Titeln in der Insel-Bücherei deutsche Übersetzungen vor.
| Pandora- Nummer | Autor                                                              | Titel s/w-Illustrationen, Sonstige Änderungen | Jahr |  | IB-Nummer       | Übersetzer                                                   | Titel Illustrationen, Sonstige Änderungen | Jahr der EA |
| 1               | William Shakespeare                                                | Sonnets | 1920 |  | 898/A           | Paul Celan                                                   | Einundzwanzig Sonette (Englisch und deutsch) | 1967        |
| 1               | William Shakespeare                                                | Sonnets | 1920 |  | 898/B           | Paul Celan                                                   | Einundzwanzig Sonette (Wolfgang Kaußen: Essay „Celans Shakespeare“ und Anhang „Paul Celan: Vier frühe Übertragungen von Shakespeare-Sonetten“)              | 2001        |
| 4               | Ralph W. Emerson                                                   | On Nature with Goethes Natur (Ohne Nachwort) | 1920 |  | 72/1            | Thora Weigand (Natur II) Wilhelm Weigand (Natur I)           | Natur – Zwei Essays von Emerson | 1913        |
| 7               | Publius Cornelius Tacitus                                          | Cornelii Taciti Germania | 1920 |  | 77/A            | Paul Stefan                                                  | Cornelius Tacitus: Die Germania | 1913        |
| 7               | Publius Cornelius Tacitus                                          | Cornelii Taciti Germania | 1920 |  | 77/B            | Johannes Bühler (auch Nachwort und Erläuterungen)            | Die Germania des Tacitus | 1939        |
| 11              | Alexander Pope                                                     | The Rape of the Lock | 1920 |  | 99/2            | Rudolf Alexander Schröder (und Nachwort)                     | Der Lockenraub. Ein komisches Heldengedicht (Illustrationen: Aubrey Beardsley)                                                                              | 1920        |
| 11              | Alexander Pope                                                     | The Rape of the Lock | 1920 |  | 879             | Rudolf Alexander Schröder (und Nachwort)                     | Der Lockenraub. Ein komisches Heldengedicht (Illustrationen: Aubrey Beardsley)                                                                              | 1968        |
| 13              | Charles Dickens                                                    | A Christmas Carol (Illustrationen: John Leech) | 1920 |  | 1209            | Leo Feld                                                     | Der Weihnachtsabend (Illustrationen, teilweise farbig: John Leech)                                                                                          | 2000        |
| 13              | Charles Dickens                                                    | A Christmas Carol (Illustrationen: John Leech) | 1920 |  | 2010 Großformat | Eike Schönfeld                                               | Der Weihnachtsabend (Illustrationen: Flix) | 2014        |
| 17              | Elizabeth Barrett Browning                                         | Sonnets from the Portuguese | 1920 |  | 252/A           | Rainer Maria Rilke                                           | Sonette aus dem Portugiesischen | 1919        |
| 17              | Elizabeth Barrett Browning                                         | Sonnets from the Portuguese | 1920 |  | 252/B           | Rainer Maria Rilke                                           | Sonette aus dem Portugiesischen (Englisch und deutsch) | 1959        |
| 17              | Elizabeth Barrett Browning                                         | Sonnets from the Portuguese | 1920 |  | 252/C           | Rainer Maria Rilke                                           | Sonette aus dem Portugiesischen (Englisch und deutsch, Nachwort: Elisabeth Kiderlen)                                                                        | 1991        |
| 24              | Prosper Mérimée                                                    | Carmen | 1920 |  | 57/A            | Franz Schnabel                                               | Carmen | 1913        |
| 24              | Prosper Mérimée                                                    | Carmen | 1920 |  | 57/B            | Franz Schnabel                                               | Carmen (Ohne 4. Kapitel) | 1951        |
| 24              | Prosper Mérimée                                                    | Carmen | 1920 |  | 57/C            | Franz Schnabel                                               | Carmen (Mit 7 Zeichnungen von Ruth Knorr, Nachwort: Herbert Kühn)                                                                                           | 1973        |
| 24              | Prosper Mérimée                                                    | Carmen | 1920 |  | 1399            | Kristian Wachinger                                           | Carmen (Illustrationen: Larissa Bertonasco) | 2014        |
| 25              | Ѳедоръ Михайловичъ Достоевскiй [Fjodor Michailowitsch Dostojewski] | Великiй инквизиторъ. Чортъ • Кошмаръ Ивана Ѳедоровича [Der Großinquisitor • Der Teufel. Iwan Fjodorowitschs Alptraum]                                      | 1920 |  | 149             | Rudolf Kassner (und Nachwort)                                | Der Großinquisitor | 1914        |
| 32              | Voltaire                                                           | Zádig ou La Destinée | 1920 |  | 171/2A          | Ernst Hardt                                                  | Zadig oder das Geschick | 1920        |
| 32              | Voltaire                                                           | Zádig ou La Destinée | 1920 |  | 171/2B          | Ernst Hardt                                                  | Zadig oder das Schicksal. Eine morgenländische Geschichte (Illustrationen: Marcus Behmer)                                                                   | 1975        |
| 33              | Giovanni Boccaccio                                                 | Sei Novelle. Con incisione [Sechs Novellen. Mit 7 Holzschnitten und 6 Initialen]                                                                           | 1920 |  | 16/A            | Albert Wesselski                                             | Fünf sehr anmutige Geschichten des vielgelästerten Giovanni di Boccaccio aus Certaldo (Sieben altitalienische Holzschnitte, Aufsatz von Friedrich Schlegel) | 1912        |
| 33              | Giovanni Boccaccio                                                 | Sei Novelle. Con incisione [Sechs Novellen. Mit 7 Holzschnitten und 6 Initialen]                                                                           | 1920 |  | 16/B            | Albert Wesselski                                             | Zehn sehr anmutige Geschichten aus dem Dekameron (veränderte Auswahl und Holzschnitte, 11 Initialen)                                                        | 1987        |
| 37              | Jean de la Fontaine                                                | Fables. Avec des gravures sur bois de Virgil Solis | 1920 |  | 185/A           | Theodor Etzel                                                | Fabeln (Auswahl mit 50 Fabeln, 9 Holzschnitte von Grandville)                                                                                               | 1915        |
| 37              | Jean de la Fontaine                                                | Fables. Avec des gravures sur bois de Virgil Solis | 1920 |  | 185/B           | Theodor Etzel                                                | Lafontaines Fabeln (Veränderte Auswahl mit 31 Fabeln, 31 Holzschnitte von Grandville)                                                                       | 1935        |
| 38              | E.A. Poe                                                           | The raven and other [6] poems. Preceded by The philosophy of composition                                                                                   | 1920 |  | 1006/1          | Ursula Wernicke                                              | Der Rabe. Mit 3 Holzschnitten von d’Aragues (Zweisprachig, Nachwort: E. Y. Meyer, Holzschnitte, ohne „Andere Gedichte“)                                     | 1982        |
| 38              | E.A. Poe                                                           | The raven and other [6] poems. Preceded by The philosophy of composition                                                                                   | 1920 |  | 1363            | Ursula Wernicke                                              | Der Rabe. Mit 3 Holzschnitten von d’Aragues (Zweisprachig, Nachwort: E. Y. Meyer, Holzschnitte, ohne „Andere Gedichte“)                                     | 2012        |
| 39              | И. С. Тургеневъ [Iwan Sergejewitsch Turgenew]                      | Стихотворөнiя въ прозѢ [SENILIA] [Gedichte in Prosa] | 1920 |  | 259/A           | Theodor Commichau                                            | Gedichte in Prosa | 1919        |
| 39              | И. С. Тургеневъ [Iwan Sergejewitsch Turgenew]                      | Стихотворөнiя въ прозѢ [SENILIA] [Gedichte in Prosa] | 1920 |  | 259/B           | Theodor Commichau                                            | Gedichte in Prosa (Doppeltitel von Heinrich Vogeler, erweitert um „Die Schwelle“ [Übersetzung: Wolfgang Kasack])                                            | 1987        |
| 41              | Н. В. Гоголь [Nikolai Wassiljewitsch Gogol]                        | Шинель. Носъ [Der Mantel. Die Nase] | 1921 |  | 24/A            | Rudolf Kassner (und Nachwort)                                | Der Mantel. Novelle (Ohne „Die Nase“) | 1912        |
| 41              | Н. В. Гоголь [Nikolai Wassiljewitsch Gogol]                        | Шинель. Носъ [Der Mantel. Die Nase] | 1921 |  | 24/B            | Arthur Luther (und Nachwort)                                 | Der Mantel. Novelle (Ohne „Die Nase“, 11 Rohrfederzeichnungen von Gunter Böhmer)                                                                            | 1958        |
| 42              | Giovanni [di] Boccaccio                                            | Vita di Dante | 1921 |  | 275/A           | Otto von Taube (und Nachwort)                                | Das Leben Dantes (Titelzeichnung: Fritz Helmuth Ehmcke) | 1919        |
| 42              | Giovanni [di] Boccaccio                                            | Vita di Dante | 1921 |  | 275/B           | Arthur Luther (und Nachwort)                                 | Das Leben Dantes (Stich Dantes: Enea Vico, Nachwort: Werner Bahner)                                                                                         | 1965        |
| 43              | Gustave Flaubert                                                   | Trois Contes (Un Coeur simple. La Légende de saint Julien l’Hospitalier. Hérodias) [Ein schlichtes Herz. Die Sage von St. Julian dem Gastfreien. Hérodias] | 1921 |  | 12              | Ernst Hardt                                                  | Die Sage von St. Julian dem Gastfreien | 1912        |
| 43              | Gustave Flaubert                                                   | Trois Contes (Un Coeur simple. La Légende de saint Julien l’Hospitalier. Hérodias) [Ein schlichtes Herz. Die Sage von St. Julian dem Gastfreien. Hérodias] | 1921 |  | 76/1            | Ernst Hardt                                                  | Hérodias | 1913        |
| 43              | Gustave Flaubert                                                   | Trois Contes (Un Coeur simple. La Légende de saint Julien l’Hospitalier. Hérodias) [Ein schlichtes Herz. Die Sage von St. Julian dem Gastfreien. Hérodias] | 1921 |  | 319/1           | Ernst Sander (und Nachwort)                                  | Ein schlichtes Herz | 1964        |
| 45              | Л. Н. Толстой [Lew Nikolajewitsch Tolstoi]                         | Народные разказы [Der Großinquisitor • Der Teufel • Iwan Fjodorowitschs Alptraum]                                                                          | 1921 |  | 68              | Alexander Eliasberg (und Nachwort)                           | Volkserzählungen (andere Auswahl) | 1913        |
| 46              | Dante Alighieri                                                    | Vita nuova | 1921 |  | 101/3A          | Friedrich von Falkenhausen (auch Nachwort und Erläuterungen) | Dantes neues Leben | 1942        |
| 46              | Dante Alighieri                                                    | Vita nuova | 1921 |  | 101/3B          | Karl Förster, Karl Witte, Karl Ludwig Kannegießer            | Das neue Leben (Titelbild: Sandro Botticelli, Nachwort: Werner Bahner)                                                                                      | 1965        |
| 47              | François Villon                                                    | Lais. Poésies diverses. Ballades en Jargon (avec index et glossaire, notice biographique: W. Mullert)                                                      | 1921 |  | 883             | H. C. Artmann                                                | Baladn (Deutsch und in Wiener Mundart, Worterläuterungen)                                                                                                   | 1913        |
| 51              |                                                                    | Fioretti di San Francesco | 1921 |  | 70              | Rudolf G. Binding (und Vorwort)                              | Die schönsten Legenden des heiligen Franz (Titelholzschnitt: Ernst Dölling)                                                                                 | 1913        |

## Fremdsprachige Titel in der aktuellen Insel-Bücherei
Aufgrund der gewandelten Bedingungen auf dem Buchmarkt konnte für den Insel Verlag eine Wiederbelebung der Reihe auch unter dem Gesichtspunkt der zunehmenden Globalisierung und der wachsenden Bedeutung von Fremdsprachen im heutigen Alltagsleben nicht in Betracht kommen. Allerdings werden seit 2014 englischsprachige Texte in ihrer Originalfassung oder ins Englische übertragene Titel in der Insel-Bücherei verlegt. Bislang – Stand Frühjahr 2025 – kamen der ursprüngliche Pandora-Titel (P 13) von Dickens: A Christmas Carol (IB 1426), Mark Twains The Awful German Language (IB 1419), Saint-Exupérys The Little Prince (IB 1411), Max Frischs Questionnaire (IB 1435), Shakespeares Love Poems (IB 1443), Rilkes Letters to a Young Poet (IB 1450), Virginia Woolfs A Room of One's Own (IB 1468), Walt Whitmans Leaves of Grass (IB 1459 - bis 1968 deutsche Ausgabe als IB 123: „Hymnen für die Erde“), Melvilles Barthleby the Scriber (IB 1482) und Oscar Wildes Sentenzen I am always satisfied with the best (IB 1507) heraus.